# A Noite Estrelada
A Noite Estrelada é uma pintura de Vincent van Gogh de 1889. A obra retrata a vista da janela de um quarto do hospício de Saint-Rémy-de-Provence, pouco antes do nascer do sol, com a adição de um vilarejo idealizado pelo artista. A tela faz parte da coleção permanente do Museu de Arte Moderna de Nova Iorque desde 1941. É considerada uma das mais famosas pinturas de Van Gogh e uma das mais icônicas da arte ocidental. Adquirida por meio do Legado Lillie P. Bliss, é amplamente considerada a obra-prima de Van Gogh.

## O hospício

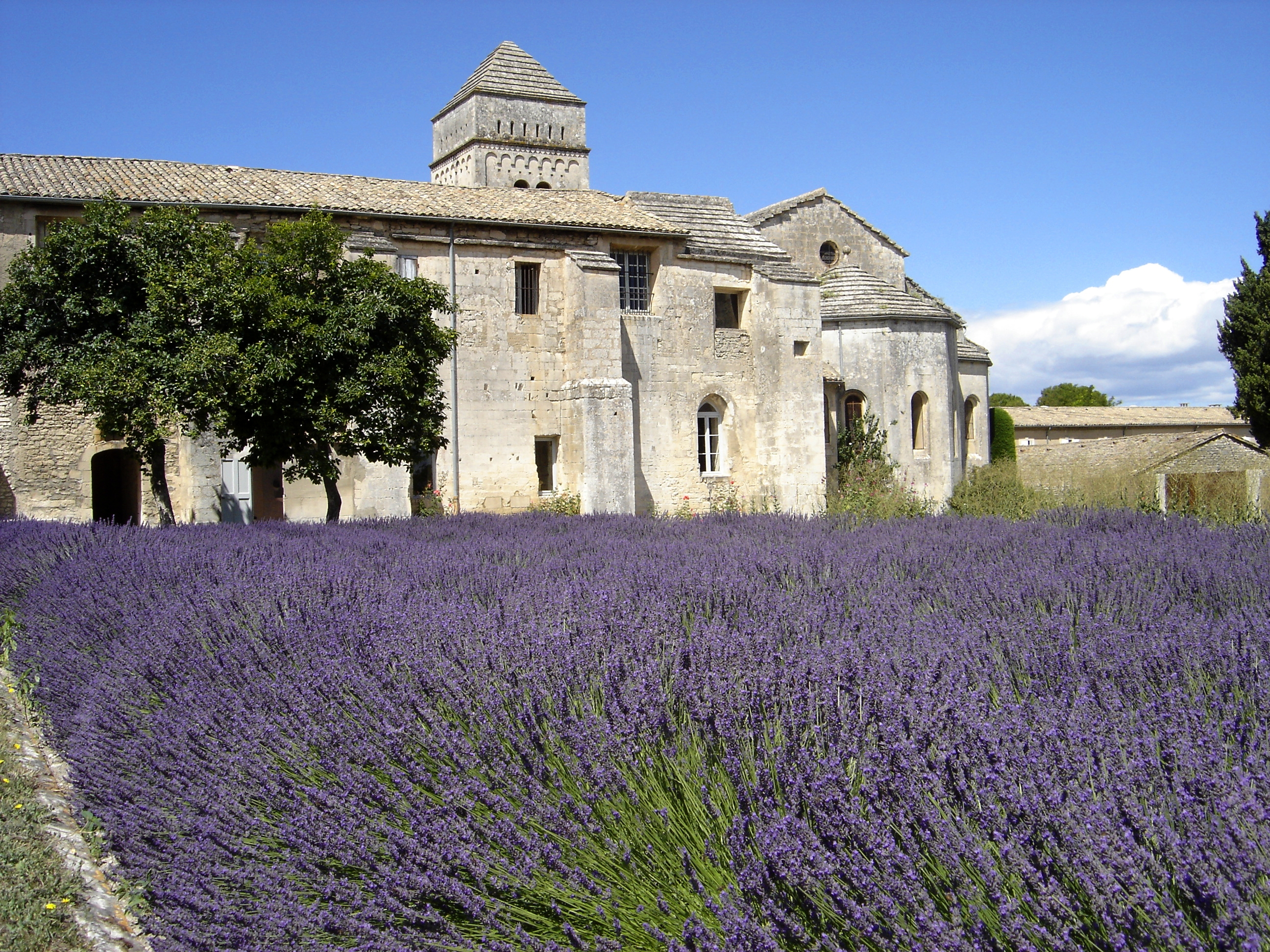
Prédio do antigo mosteiro de Saint-Rémy

Após o colapso de 23 de dezembro de 1888 que resultou na automutilação da orelha esquerda, Vincent Van Gogh internou-se voluntariamente no asilo psiquiátrico Saint-Paul-de-Mausole em 8 de maio de 1889. Sediado num antigo mosteiro, o Saint-Paul-de-Mausole atendia pessoas de famílias ricas e abrigava menos que a metade da capacidade prevista quando da chegada de Van Gogh, o que permitiu ao artista viver sozinho numa cela do segundo andar e ainda ter à sua disposição uma sala do térreo para uso como estúdio de pintura.
Van Gogh manteve-se prolífico durante aquele ano, com o mesmo ritmo de produção de Arles. O artista fez nesse período alguns dos melhores trabalhos da carreira, entre eles Lírios, em maio, e o autorretrato de setembro  A Noite Estrelada foi produzida no começo da segunda quinzena de junho, provavelmente não depois do dia 18, quando escreveu para o irmão Theo para comunicar-lhe sobre o desenvolvimento de um novo estudo de céu estrelado.

## Obra
Embora A Noite Estrelada tenha sido pintada durante o dia no estúdio do térreo, seria impreciso classificá-la como pintura de memória. A vista, identificada como sendo a de uma janela virada para o leste na cela de Van Gogh, foi por ele explorada em não menos que vinte e uma oportunidades, seja na produção de estudos ou pinturas derivadas, incluindo em A Noite Estrelada. "Através da janela com barras de ferro", escreveu para o irmão c. 23 de maio de 1889, "Eu posso ver um campo cercado de trigo (...) acima do qual, durante a manhã, eu vejo o sol nascer com toda a sua glória".
Van Gogh pintou a vista da janela em diferentes períodos do dia, sob várias condições, como na alvorada, anoitecer, dias ensolarados, nublados, ventosos e num dia chuvoso. A equipe de funcionários do asilo não o deixava pintar na cela, mas Vincent, ainda nos aposentos, conseguia rascunhar com tinta ou carvão no papel e então usava os desenhos como a base para a criação de variações de trabalhos anteriores. O elemento pictórico em comum a todas essas pinturas e desenhos é a linha diagonal que representa as baixas colinas dos Alpilles. Van Gogh aproximou o campo de enquadramento em seis dessas obras, mais notavelmente em Campo de Trigo Com Ciprestes (F717) e em A Noite Estrelada, trazendo as árvores para mais perto na composição.
Uma das primeiras pinturas dessa vista foi Paisagem Montanhosa Atrás de Saint-Rémy (F611). Van Gogh produziu vários rascunhos para essa tela, dentre os quais destaca-se O Campo de Trigo Cercado Depois da Tempestade (F1547) como um típico exemplo. Não se sabe essa pintura foi feita no estúdio ou in loco. Numa carta de 9 de junho, onde o artista fala sobre esse trabalho, há a menção de ter pintado ao ar livre por uns dias. Numa carta para a irmã Wil de 16 de junho de 1889, o pintor descreve a segunda das duas paisagens que estivera produzindo, Campo Verde (F719), a primeira que definitivamente fora pintada en plein air durante a estadia no hospital psiquiátrico. Campo de Trigo, Saint-Rémy de Provence (F1548) é um dos estudos produzidos para essa pintura. Dois dias depois, Vincent escreveu para Theo contando-lhe que havia pintado "um céu estrelado".
A Noite Estrelada é a única noturna da série de obras da vista do quarto do hospício. Em carta do começo de junho para o irmão, Vincent escreveu: "Eu observei nesta manhã o campo da minha janela por um bom tempo antes da alvorada, com nada [no céu] além da Estrela d'Alva, que parecia enorme". Pesquisadores determinaram que Vênus estivera mesmo visível ao amanhecer de Provence na primavera de 1889 e que naquele período seu brilho era quase máximo. Dessa forma, concluiu-se que a "estrela" mais brilhante da pintura, logo à direita do cipreste, é o segundo planeta do Sistema Solar.
A lua foi uma estilização, pois registros astronômicos indicam que o astro estivera minguante giboso quando Van Gogh produziu a tela. Mesmo que a Lua então estivesse minguante, a representação de Van Gogh não estaria astronomicamente adequada. O único elemento pictórico definitivamente fora do alcance daquela vista de Van Gogh é o vilarejo, que teve por base o rascunho F1541v, feito a partir de uma encosta montanhosa acima do nível de Saint-Rémy. Pickvance considerou que o desenho F1541v teria sido feito depois e que o campanário parecia mais neerlandês que provençal, fruto de uma mistura de vários trabalhos do artista no período de Nuenen, levantando então a possibilidade de a pintura ser a primeira das "reminiscências do Norte" que desenvolveria no início do ano seguinte. Hulsker alegou que uma paisagem revertida, catalogada como F1541r, teria sido também um estudo para essa A Noite Estrelada.

Pinturas e desenhos da vista da cela do hospício
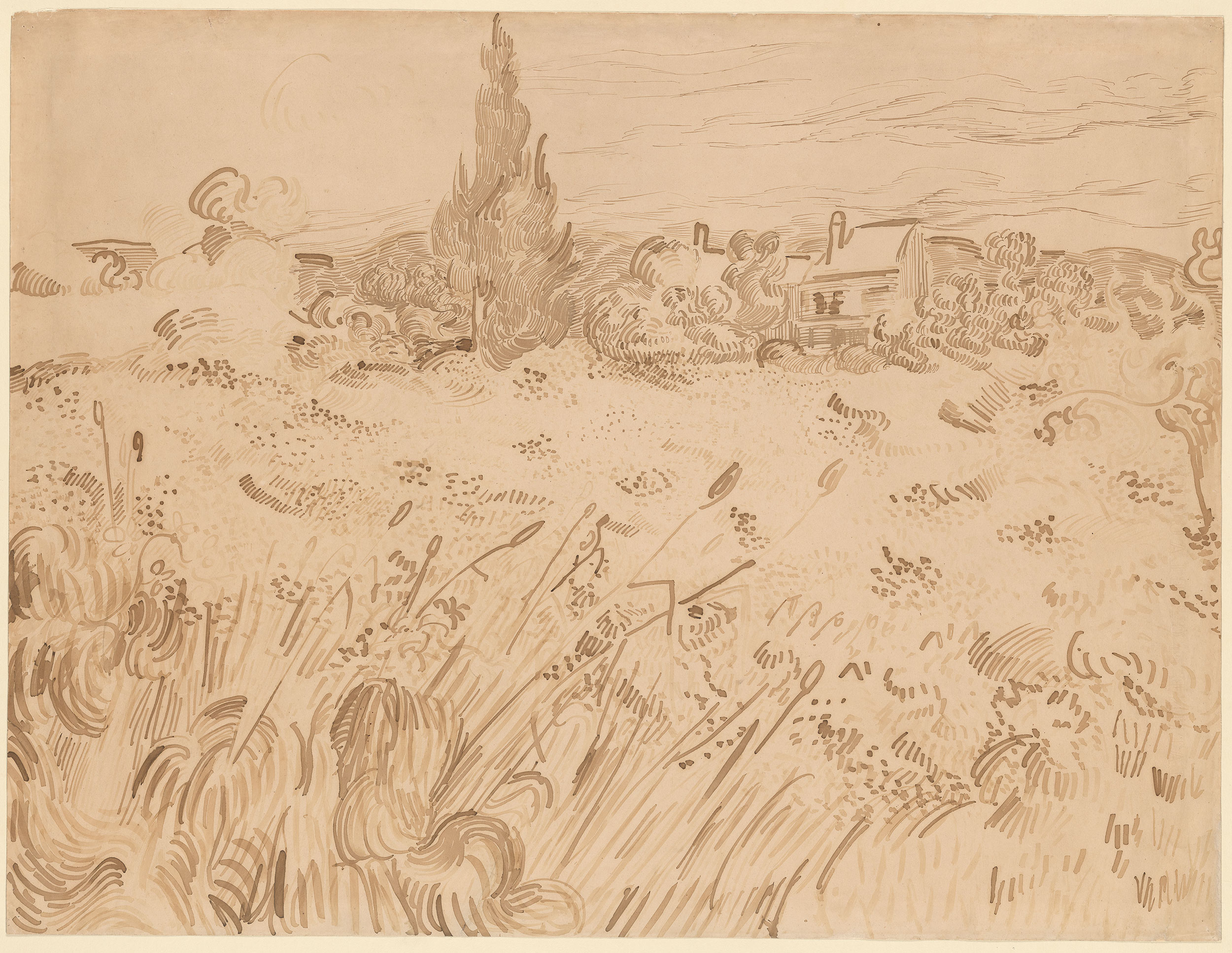
F1548 Campo de Trigo, Saint-Rémy-de-Provence, Biblioteca e Museu Morgan
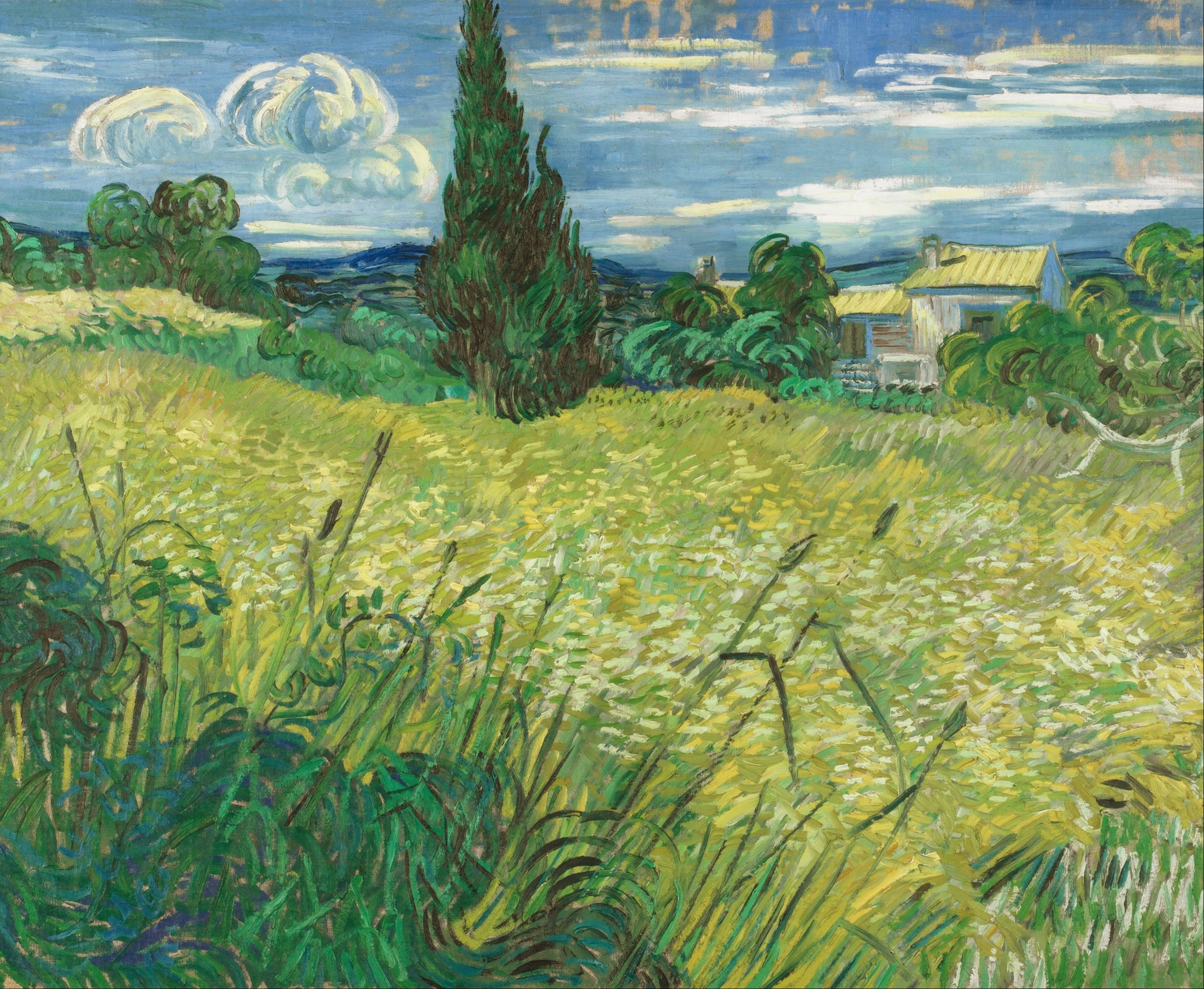
F719 Campo Verde, Galeria Nacional de Praga
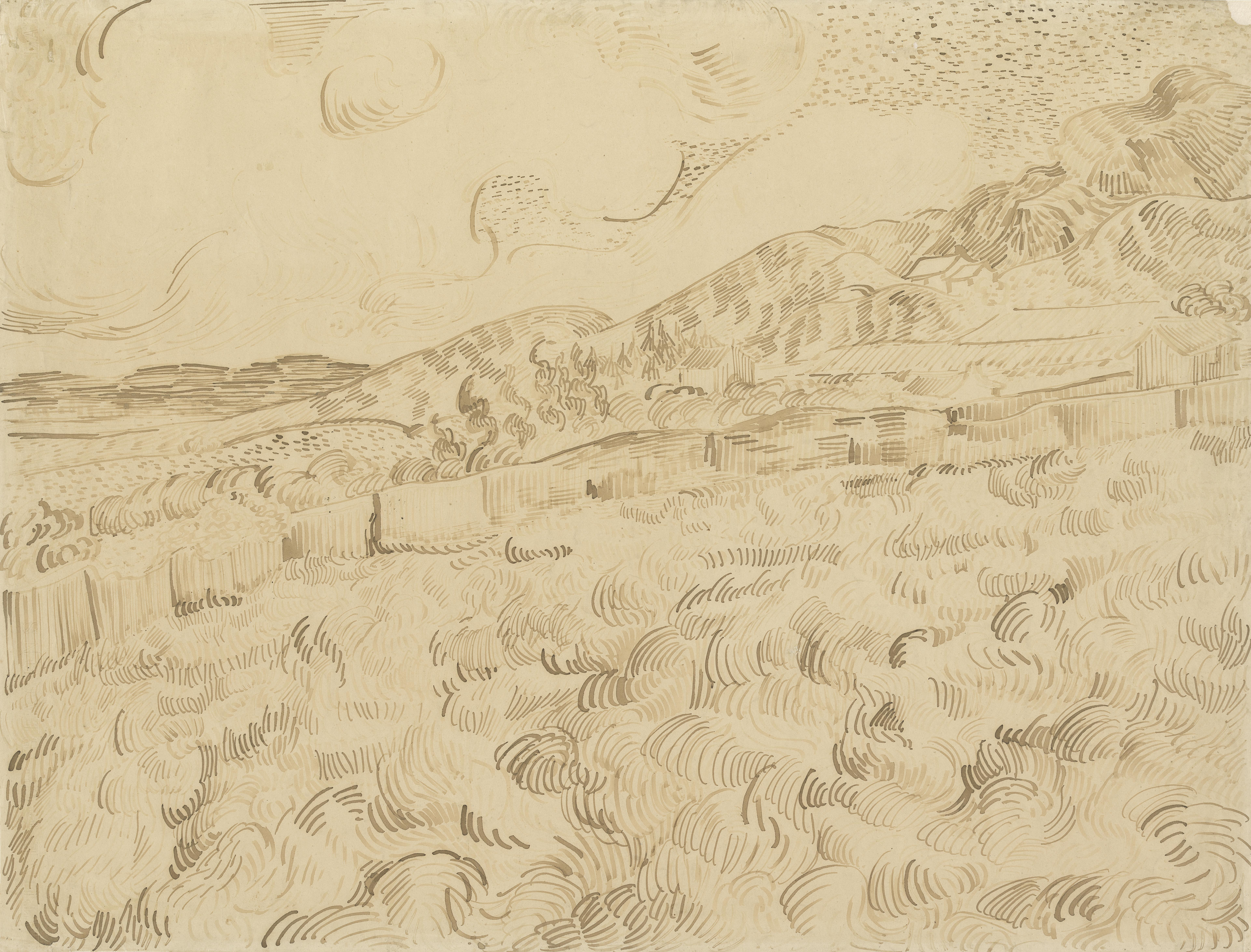
F1547 O Campo de Trigo Cercado Depois da Tempestade, Museu Van Gogh
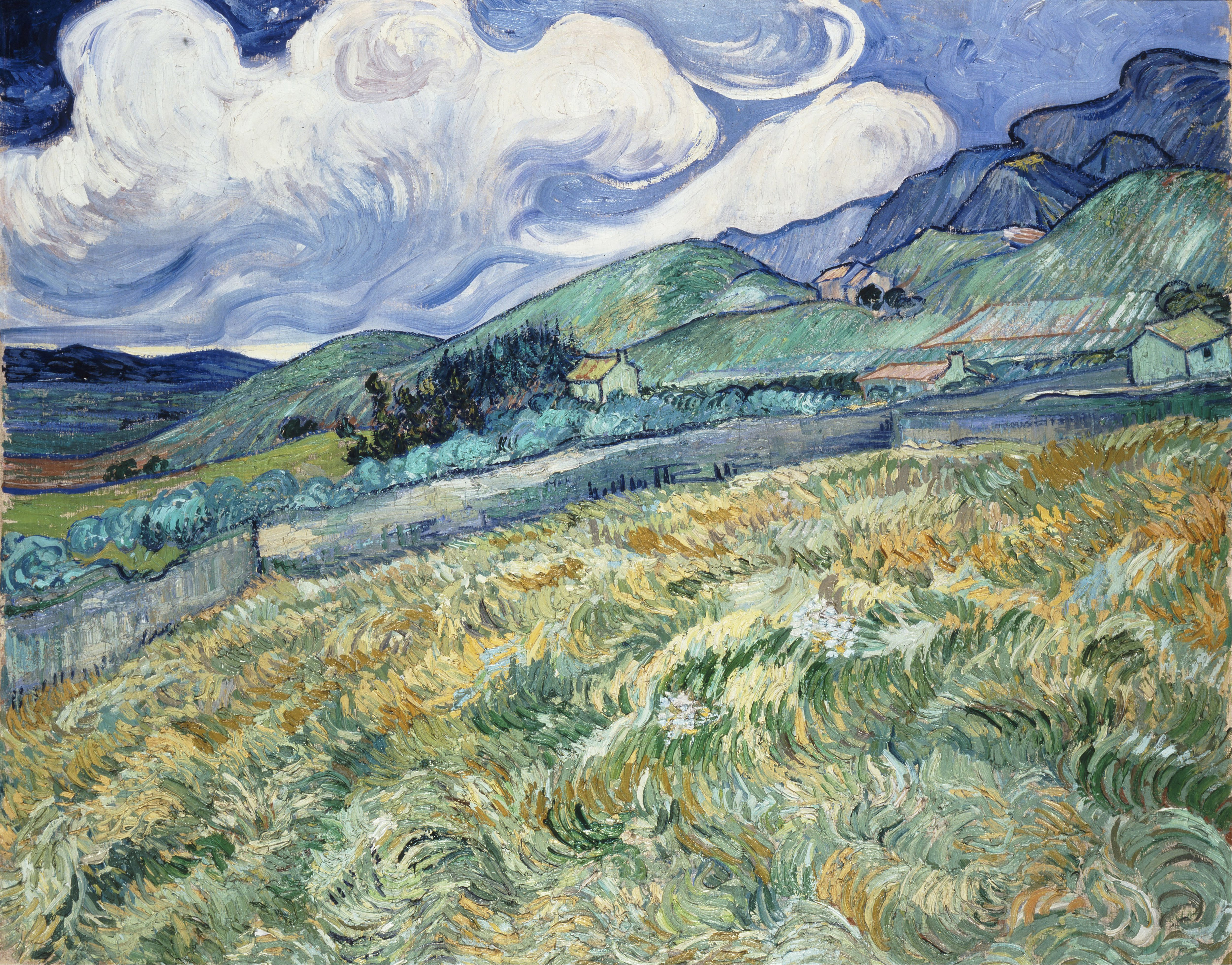
F611 Paisagem Montanhosa Atrás de Saint-Rémy, Gliptoteca Ny Carlsberg
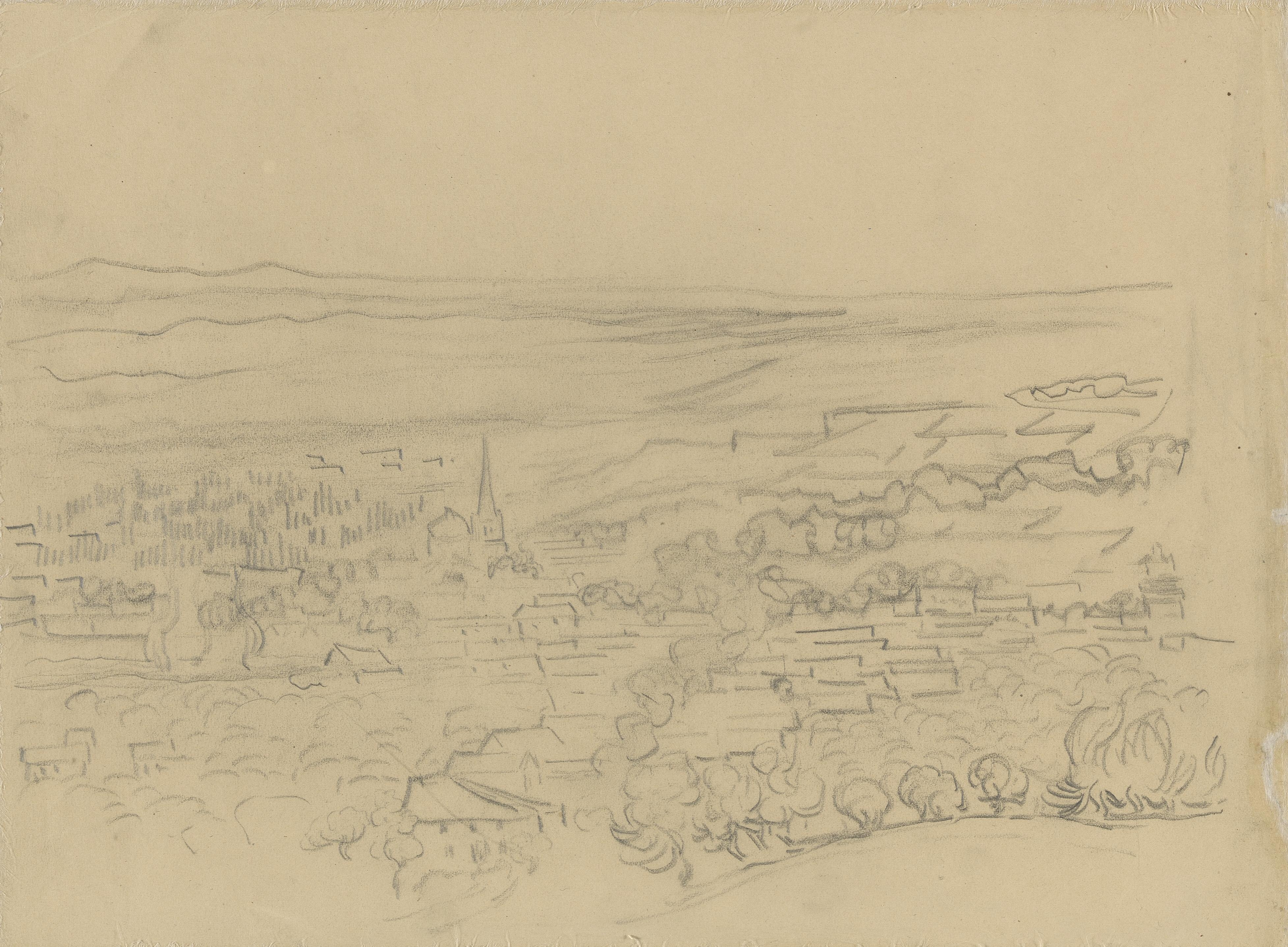
F1541v Visão do Olho do Pássaro para a Vila, Museu Van Gogh
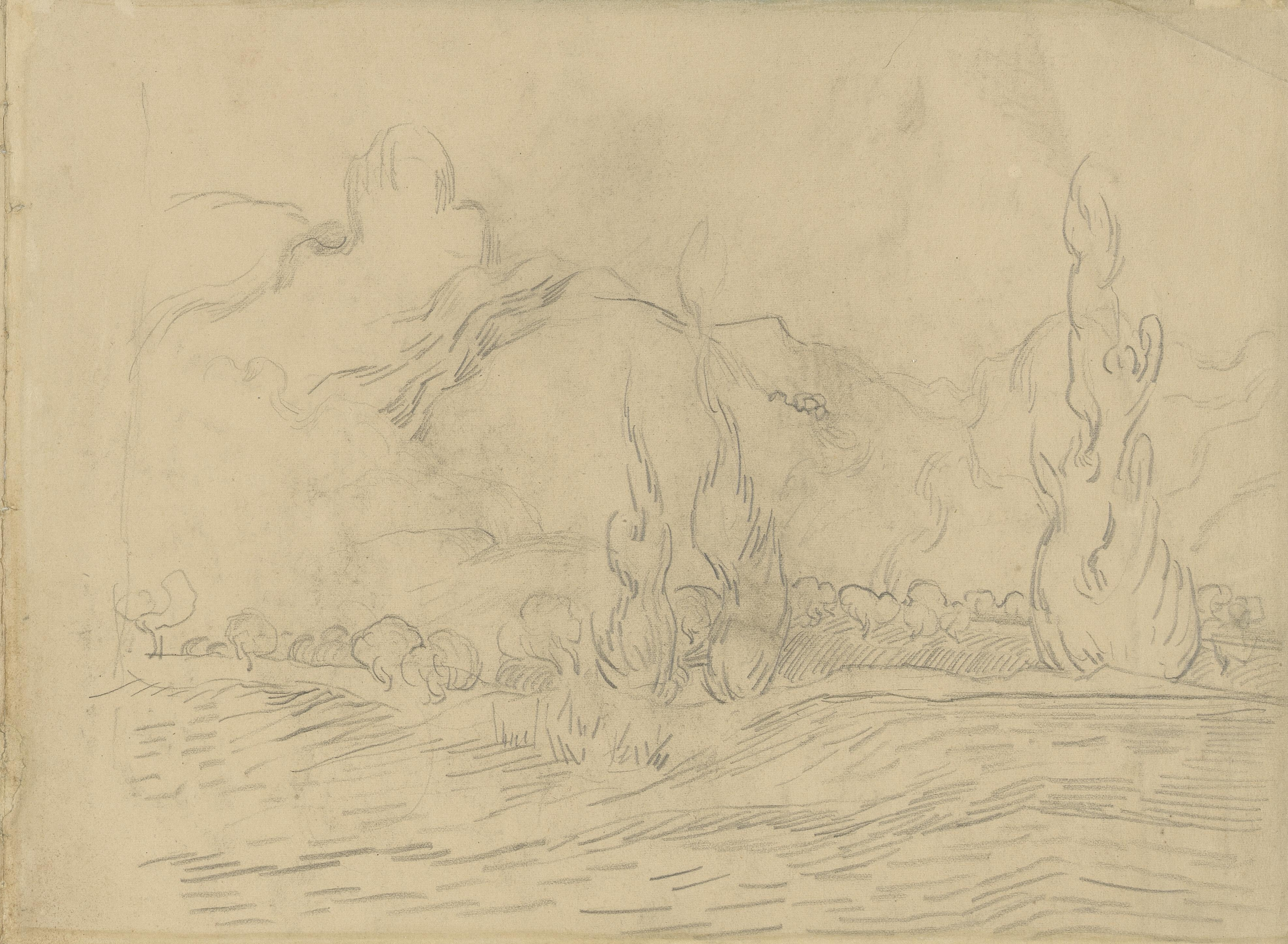
F1541r Paisagem com Ciprestes, Museu Van Gogh

## Análise
Apesar de ter escrito um grande número de cartas, Van Gogh pouco disse sobre a A Noite Estrelada. Depois de comunicar a Theo a produção de um estudo de céu estrelado em junho, o pintor só voltou a mencionar a tela numa outra carta de 20 de setembro 1889, quanto a incluiu numa lista de trabalhos que pretendia enviar para o irmão em Paris, chamando-a de "estudo da noite". Sobre a lista, declarou: "Juntando tudo, as únicas coisas que considero minimamente boas aqui são o Campo de Trigo, a Montanha, o Pomar, as Oliveiras com as colinas azuis e o Retrato e a entrada para a Pedreira, e o resto nada me diz"; "o resto" incluiria A Noite Estrelada. Quando decidiu reter três pinturas do conjunto para economizar dinheiro do serviço postal, A Noite Estrelada acabou sendo um dos quadros que ficaram em Saint-Rémy. Em carta do fim de novembro para o pintor Émile Bernard, Van Gogh citou essa tela como um "fracasso".
Van Gogh discutia com Bernard e especialmente com Paul Gauguin sobre pintar de paisagens na sua forma natural, como preferia, ou pintar o que Gauguin chamava de "abstrações", que eram representações imaginadas (de tête). Em carta para Bernard, Vincent relatou a experiência de ter vivido com Gauguin por nove semanas no outono e no inverno de 1888: "Quando ele esteve em Arles, eu numa ou noutra vez permiti-me entrar no desvio da abstração, como sabe. . . . Mas foi um delírio, meu caro amigo, e isso logo nos coloca em choque contra uma parede. . . . E, no entanto, mais uma vez deixei-me desviar e voltei àquelas estrelas grandes demais — outro fracasso — e daquilo eu estava farto". O pintor se referia ao céu expressionista que domina a parte superior de A Noite Estrelada.
Theo citou esses elementos pictóricos em carta para Vincent de 22 de outubro de 1889: "Eu percebo claramente o que te preocupa nessas novas telas, como o vilarejo sob o luar [A Noite Estrelada] ou as montanhas, mas eu sinto que a busca por um estilo fere o real sentimento das coisas". Vincent respondeu no começo de novembro: "Apesar do que disse na carta anterior, que a busca por estilo prejudica outras qualidades, o fato é que eu me sinto grandemente motivado a buscar um estilo, mas refiro-me a um estilo de desenho mais viril e ponderado. Se me fará mais semelhante a Bernard ou Gauguin, nada posso fazer. Mas estou inclinado a crer que a longo prazo você vai se acostumar". Mais para o final da mesma carta: "Eu sei bem que os estudos da última remessa, desenhados com longos e sinuosos traços, não eram o que deveriam ser, mas peço que acredite que, em se tratando de paisagens, tende-se a juntar as coisas por meio de um estilo de desenho que busca expressar um emaranhamento do todo".
Embora Van Gogh defendesse periodicamente as práticas artísticas de Gauguin e Bernard, com o tempo passou a repudiá-las cada vez mais, dando continuidade ao uso do método preferido de pintura de paisagens. Como os impressionistas que conhecera em Paris, especialmente Claude Monet, Van Gogh também dava prioridade à criação de séries. Estão entre suas principais a de girassóis, feita em Arles, e o conjunto de trabalhos com ciprestes e trigais de Saint-Rémy. A Noite Estrelada pertence e essa última série, bem como a uma pequena série de noturnas iniciada em Arles.

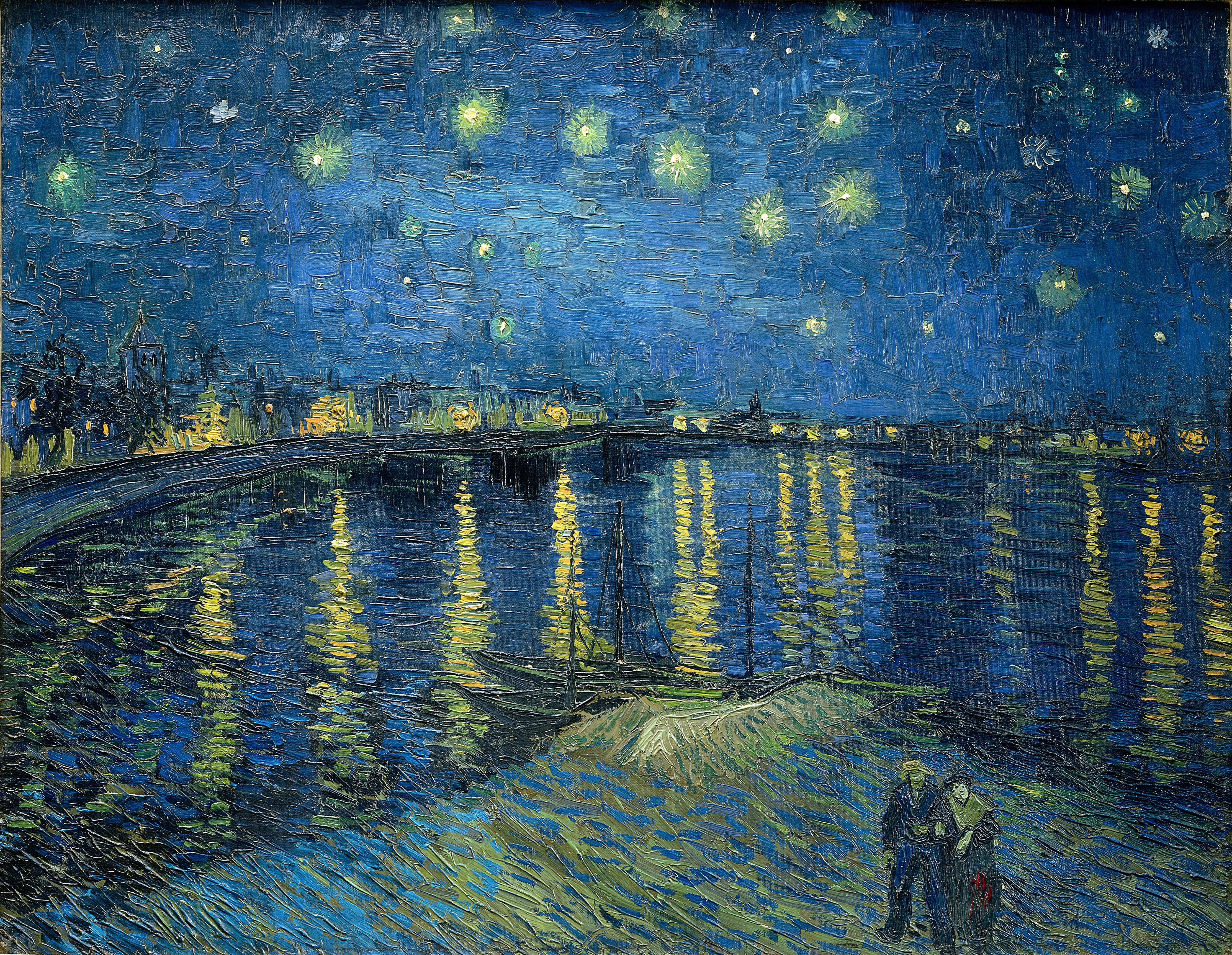
Noite Estrelada Sobre o Ródano, 1888, óleo sobre tela

A série noturna que Van Gogh pretendia criar sofreu limitações pela dificuldade de se pintar durante esse momento do dia. A primeira obra da série foi Terraço do Café à Noite, produzida em Arles no começo de setembro de 1888, seguida por Noite Estrelada Sobre o Ródano no mesmo mês. Declarações feitas nas cartas dão uma visão mais aprofundada sobre as intenções do pintor na feitura desses estudos de cenas noturnas em geral e também na criação de A Noite Estrelada.
Pouco depois da sua chegada em Arles em fevereiro de 1888, Van Gogh escreveu em carta para Theo: "Eu . . . preciso de uma noite estrelada sobre ciprestes ou — talvez sobre um campo de trigo maduro; há noites realmente belas aqui". Na mesma semana, escreveu para Bernard: "Um céu estrelado é algo que eu gostaria de tentar fazer, assim como tentarei pintar durante o dia uma verde pradaria coberta por dentes-de-leão". O pintor comparava as estrelas a pontos num mapa e devaneava que, assim como um indivíduo pega um trem para viajar pela Terra, "nós pegamos a morte para alcançar uma estrela". Embora neste momento da vida Vincent estivesse desiludido com a religião, ele parecia não ter deixado de lado a crença no pós-vida. Expressou essa ideia numa carta para irmão depois de finalizar Noite Estrelada Sobre o Ródano, confessando ter "uma tremenda carência pela, devo dizer a palavra — pela religião — então saio à noite para pintar as estrelas".
Van Gogh também fez declarações sobre sua crença numa vida em outra dimensão após a morte e associou essa dimensão ao céu estrelado. "Seria tão simples e compensaria tanto as coisas terríveis da vida, que agora nos assombra e nos fere, se a vida tivesse ainda outro plano, invisível, é verdade, mas onde o indivíduo chegaria depois de morrer". "A esperança está nas estrelas," escrevera. E ele afirmou categoricamente que The Starry Night "não foi um retorno ao Romantismo ou às iconografias religiosas".
O historiador de arte Meyer Schapiro destaca os aspectos expressionistas de A Noite Estrelada, alegando que a obra teria sido criada sob a "pressão do sentimento", sendo então uma "[pintura] visionária, inspirada por um estado de espírito religioso". Schapiro teoriza que o "conteúdo oculto" do trabalho pode fazer referência ao livro das revelações do Novo Testamento, exibindo o "tema apocalíptico da mulher nas dores do parto, vestida de sol e lua e coroada com estrelas, com seu recém-nascido sob a ameaça de ser devorado pelo dragão". Schapiro também alega ver nas nuvens de Paisagem com Oliveiras a figura de uma mulher com o seu filho no colo. Essa tela foi pintada no mesmo período de A Noite Estrelada e as duas são muitas vezes consideradas um par.
O historiador de arte Sven Loevgren desenvolve ainda mais a abordagem de Schapiro, também classificando A Noite Estrelada como "visionária (...) concebida num estado de grande agitação". O especialista  disserta ainda sobre "o caráter alucinatório da obra e sua forma violentamente expressiva", embora destaque que a tela não foi produzida durante uma das crises do pintor. Loevgren compara o "anseio pelo além inclinado à religião" demonstrado por Van Gogh à poesia de Walt Whitman. O historiador ainda define A Noite Estrelada como "uma imagem infinitamente expressiva que simboliza a absorção final do artista pelo cosmos", que "oferece uma sensação inesquecível estar no limiar da eternidade". Sven Loevgren enaltece a "eloquente interpretação" de Schapiro acerca da obra como uma visão apocalíptica e avança em sua própria teoria simbolista fazendo referência às onze estrelas que apareceram num dos sonhos de José no livro de Gênesis, do Antigo Testamento. Loevgren afirma que os elementos pictóricos de A Noite Estrelada "são visualizados em termos puramente simbólicos", lembrando que "o cipreste é a árvore da morte para culturas de países mediterrânicos".

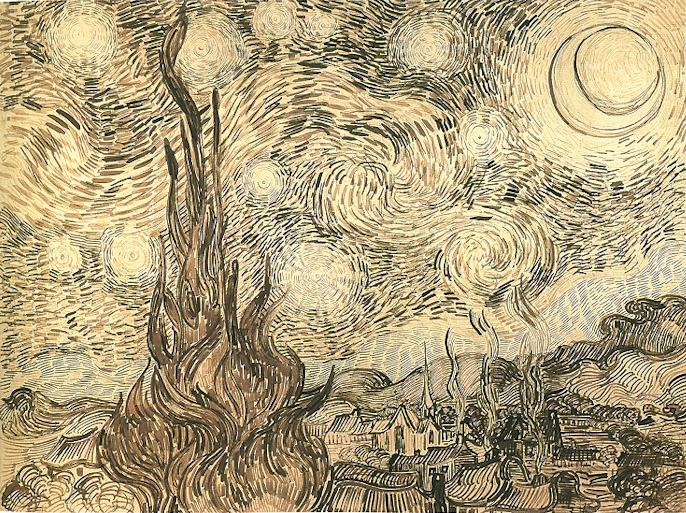
Desenho Ciprestes na Noite Estrelada, uma cópia a cálamo produzida por Van Gogh depois da pintura de 1889.

Lauren Soth, outro historiador de arte, também sugere simbolismos ocultos em A Noite Estrelada, alegando que a pintura apresenta uma "temática religiosa tradicional disfarçada" e a "imagem sublimada dos mais profundos sentimentos religiosos [do pintor]". Citando a confessa admiração de Van Gogh pelas telas de Eugène Delacroix, e especialmente os usos de azul da prússia e amarelo-cidra feitos pelo romântico nas suas pinturas de Jesus, Soth teoriza que o pós-impressionista usava essas cores para representar o Cristo em A Noite Estrelada. O especialista critica as interpretações bíblicas de Schapiro e Loevgren, dependentes que são da leitura da lua crescente como uma incorporação de características do sol. O historiador diz que a lua crescente é nada mais que isso, e que o astro nessa fase teria também simbolismo para Van Gogh como a representação da "consolação".
É à luz dessas interpretações simbolistas de A Noite Estrelada que o historiador de arte Albert Boime apresenta seu estudo. Boime mostrou que a tela retrata não apenas elementos topográficos da vista de Van Gogh pela janela, mas também elementos celestes, identificando não apenas Vênus mas também a constelação de Áries. O especialista sugere que Van Gogh originalmente teria querido pintar uma Lua gibosa, mas  "recuou para uma imagem mais tradicional" da Lua crescente, teorizando ainda que a brilhante auréola em volta da crescente seria remanescente da versão gibosa original. Boime lembra do interesse que Van Gogh' tinha pelos livros de Victor Hugo e Jules Verne como possíveis inspirações para a crença no pós-vida, nas estrelas ou planetas. O historiador propõe ainda uma detalhada discussão sobre os famosos avanços da astronomia que ocorreram quando o pintor era vivo.
Albert Boime afirma que, embora nunca tivesse mencionado o astrônomo Camille Flammarion nas cartas, é possível crer que Van Gogh conhecia as populares publicações ilustradas do cientista, as quais incluem desenhos de nebulosas espirais — como as galáxias eram então chamadas — vistas e fotografadas por telescópios. Boime interpreta a figura comprida e torcida central no céu de A Noite Estrelada como representando uma galáxia espiral ou um cometa, sendo que fotografias desses corpos celestes também haviam sido publicadas pelas grandes mídias da época. O especialista também afirma que os únicos elementos não realistas da pintura seriam o vilarejo e as espirais no céu. Essas espirais representariam a compreensão de Van Gogh do cosmo como um ambiente vivo e dinâmico.
O astrônomo de Harvard Charles A. Whitney conduziu um estudo próprio, The Starry Night, na mesma época porém independentemente do de Boime. Embora Whitney não compartilhe da certeza de Boime acerca da representação da constelação de Áries, ele concorda quanto à visibilidade de Vênus em Provence no tempo em que a pintura fora produzida. O astrônomo também vê a representação de uma galáxia espiral no céu, mas dá o crédito da possível imagem inspiradora a William Parsons, cujo trabalho foi reproduzido por Flammarion.

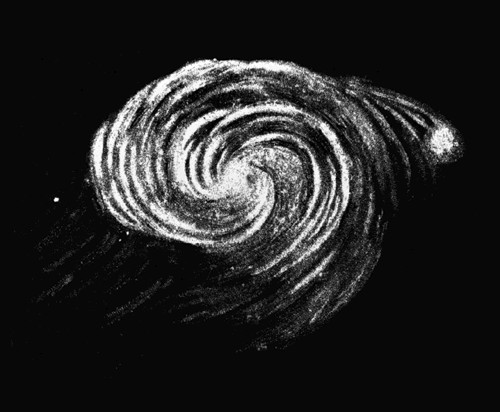
Esboço da Galáxia do Redemoinho feito por William Parsons em 1845, 44 anos antes da pintura de Van Gogh.

Whitney ainda teoriza que as torções ou redemoinhos no céu podem representar o vento, evocando o mistral, que teria impactado Van Gogh sobremaneira durante os 27 meses que vivera em Provence.  Boime alega que os tons mais claros de azul logo acima do horizonte representam as primeiras luzes do amanhecer.
O vilarejo da pintura tem sido interpretado tanto como uma reprodução de lembranças da terra natal do artista quanto uma variação de um esboço que fizera da cidade de Saint-Rémy. De todo modo, é um componente imaginado.
Os ciprestes eram desde muito tempo associados à morte na cultura europeia. Não se sabe se o artista atribuía esse simbolismo às árvores dos seus trabalhos ou particularmente ao cipreste de A Noite Estrelada. Numa carta de abril de 1888 para Bernard, Van Gogh citou uns "ciprestes funerários", embora isso possa ter sido uma forma de exaltar poeticamente a figura da árvore. Uma semana depois de pintar A Noite Estrelada, Vincent escreveu para o irmão: "Os ciprestes estão sempre habitando meus pensamentos. Eu gostaria de fazer algo deles como as telas dos girassóis, pois me surpreende que ainda não tenham sido pintados da forma que os vejo". Na mesma carta, cita "...dois estudos de ciprestes naquela difícil tonalidade de verde-garrafa". Essas declarações sugerem que o pintor estivera interessado nesse tipo de árvore mais por qualidades formais que pela conotação simbólica.
Schapiro cita o cipreste da pintura como um  "vago símbolo da peleja humana". Boime o define como uma "contraparte simbólica da própria peleja de Van Gogh na busca pelo infinito por meio de canais não-ortodoxos". O historiador de arte Vojtech Jirat-Wasiutynski diz que para Van Gogh os ciprestes "funcionavam como obeliscos naturais e rústicos" fornecendo uma "ligação entre os céus e a Terra". Alguns especialistas veem na tela um cipreste, enquanto outros veem dois ou mais. Loevgren lembra que "o cipreste é a árvore da morte nos países mediterrânicos".
Outro historiador, Ronald Pickvance afirma que, com "sua colagem arbitrária de motivos independentes", A Noite Estrelada "é notoriamente classificada como uma 'abstração'". Pickvance alega que o cipreste não era visível do lado leste do quarto de Van Gogh, incluindo esse elemento pictórico no grupo das figuras pintadas de imaginação ou memória, juntamente com o vilarejo e os redemoinhos no céu. Boime defende que a árvore era sim visível a leste, assim como Jirat-Wasiutyński. Os biógrafos Steven Naifeh e Gregory White Smith concordam, afirmando que Van Gogh "telescopou" a vista em certos estudos e pinturas da vista da sua janela e que é lógico crer que o artista faria isso numa pintura que exibe a "estrela d'alva". Essa compressão de profundidade ajudou na intensificação do brilho do planeta.
Soth usa a declaração de que A Noite Estrelada era "um exagero do ponto de vista do arranjo", feita por Van Gogh em carta para Theo, para sustentar o argumento de que a pintura seria "um amálgama de imagens". Não é certo, porém, que o pintor usava "arranjo" como sinônimo de "composição". Van Gogh referia-se a três telas, sendo uma delas A Noite Estrelada, quando escreveu o seguinte comentário: "As oliveiras com nuvens brancas e fundo de montanhas, bem como o o nascimento da Lua e o efeito noturno (...) essas são exageros do ponto de vista de arranjo, seus traços são contorcidos como aqueles das antigas xilogravuras". As primeiras duas imagens são reconhecidamente realistas, representações não-complexas dos seus temas. O que as três imagens têm em comum é a coloração exagerada e a técnica empregada a que Theo se referia quando criticava o irmão quanto à "busca por um estilo [que] tira o sentimento real das coisas"'.
Em outras duas ocasiões por volta desse período, Van Gogh usou a palavra "arranjo" para referir-se à cor, similarmente ao uso do termo feito por James Abbott McNeill Whistler. Numa carta para Gauguin em janeiro de 1889, escreveu: "Como um arranjo de cores: os vermelhos indo aos puros laranjas, intensificando ainda mais os tons de carne até os cromos, passando para os rosas e casando-se com os verdes oliva e veronês. Como um arranjo impressionista de cores, eu nunca imaginei nada melhor". No trecho, Vincent citava La Berceuse, que é um retrato realista de Augustine Roulin com um fundo floral imaginado. Já para Bernard, no fim de novembro de 1889, disse: "Mas isso é suficiente para você entender que eu gostaria ver coisas suas de novo, coisas como a sua pintura que está com Gauguin, aquelas mulheres bretãs andando num prado, cujo arranjo é tão bonito, a cor é tão ingenuamente distinta. Ah, mas você vai trocar aquilo por — digamos — algo artificial — algo afetado".
Naifeh e Smith não classificam a A Noite Estrelada como visão alucinatória, mas discutem a pintura no contexto da doença mental de Van Gogh, que identificam como epilepsia do lobo temporal, ou epilepsia latente. Escrevem: "Não o tipo conhecido desde a antiguidade, que faz os membros estremecerem e o corpo sucumbir, mas uma epilepsia mental — uma convulsão da mente: um colapso do pensamento, da percepção, da razão e da emoção que se manifesta inteiramente no cérebro e frequentemente leva a um comportamento bizarro e dramático". Os sintomas das convulsões "lembravam fogos de impulsos elétricos no cérebro".
Em julho de 1889, Van Gogh teve a segunda crise em sete meses. Naifeh e Smith teorizam que indícios desse colapso mental estiveram presentes na feitura de A Noite Estrelada, que ao entregar-se à imaginação "suas defesas foram quebradas". Naquele dia de junho, num "estado de aumentada realidade", com todos os outros elementos artísticos presentes, Van Gogh rendeu-se à pintura das estrelas, produzindo "um céu noturno diferente de qualquer outro já visto no mundo por olhos casuais".